# Gerald Wilburn Page
Gerald Wilburn Page (Chattanooga, 1939. augusztus 12.) amerikai tudományos-fantasztikus és fantasy író, krimi- és horrortörténetek szerzője

## Élete
Első elbeszélése az Analog című magazinban jelent meg 1963-ban. Arthur H. Landistól megvásárolta a Coven 13 című magazint, Witchcraft and Sorcery névre nevezte át, e címen a lap hat számot ért meg.
1969-ben a TV Guide szerkesztőségének tagja lett. Ő szerkesztette a DAW Books The Year's Best Horror Stories című antológiasorozatát 1976 és 1979 közt. Worldsong című novellája a Nameless Place (Arkham House, 1975) című antológiában jelent meg.
Magyarul egyetlen novellája jelent meg a Galaktika 45. számában (1982): A hős, aki visszatért címen.

## Fordítás
- Ez a szócikk részben vagy egészben  a   Gerald W. Page című angol Wikipédia-szócikk ezen változatának fordításán alapul.  Az eredeti cikk szerkesztőit annak laptörténete sorolja fel. Ez a jelzés csupán a megfogalmazás eredetét és a szerzői jogokat jelzi, nem szolgál a cikkben szereplő információk forrásmegjelöléseként.